# Rosetta Jane Birks
Rosetta Jane "Rose" Birks (nascida Rosetta Jane Thomas; Adelaide, 12 de março de 1856 – 3 de outubro de 1911) foi uma reformadora social e filantropa australiana que desempenhou um importante papel no movimento sufragista da Austrália Meridional.

## Início de vida
Birks nasceu em Adelaide, Austrália Meridional em 12 de março de 1856. Ela era filha dos ingleses Mary Jane and William Kyffin Thomas, proprietário dos jornais locais Observer e Register. Birks fazia parte da Igreja Batiste Flinders Street, a qual seu pai ajudou a fundar.
Em 1879 Birks casou-se com o ex-marido viúvo da sua irmã, o rico comerciante Charles Napier Birks, e tornou-se madrasta dos seus seis sobrinhos. A família Birks fundaria mais tarde a loja de departamentos Charles Birks & Co.

## Ativismo

### Filantropia
Ao longo da sua vida Birks esteve envolvida na promoção dos direitos das mulheres e nas questões sociais e de bem-estar da época. Birks foi presidente de diversas associações de mulheres batistas, incluindo uma organização de mães e uma associação de mulheres que ela estabeleceu para fornecer uma rede de apoio às trabalhadoras da sua congregação.
Em 1882 Birks tornou-se tesoureira da Ladies' Social Purity Society, que mais tarde viria a se tornar a Liga do Sufrágio Feminino da Austrália Meridional.
Após a emancipação das mulheres da Austrália Meridional, Birks se juntou ao comitê da Liga Feminina e foi uma das primeiras mulheres indicadas para os conselhos do Adelaide Hospital e da maternidade Queen Victoria Maternity Home.
Em 1902 Birks ajudou a fundar e tornou-se vice-presidente da filial da Austrália Meridional do Conselho Nacional de Mulheres da Austrália, ao lado da sufragista Mary Lee.

### Sufrágio feminino
Birks e seu esposo hospedaram frequentemente reuniões em sua casa em Glenelg para discutir questões sociais importantes da época. Inevitavelmente estas reuniões discutiram os direitos das mulheres e a questão do sufrágio, e Birks foi a chave para obter o apoio local para a emancipação das mulheres.
Através do seu papel na Ladies' Social Purity Society, Birks rapidamente tornou-se envolvida na Liga do Sufrágio Feminino da Austrália, aceitando o cargo de tesoureira em sua segunda reunião, em 1888. Birks permaneceu no cargo até o encerramento da Liga, e durante este período ela viajou para a Inglaterra para encontrar-se com mulheres envolvidas no movimento sufragista britânico.
Birks foi a primeira mulher a votar na seção eleitoral de Glenelg, em abril de 1896.

## Young Women's Christian Association (YWCA)
Birks foi eleita presidente da Young Women's Christian Association (YWCA; Associação Cristã de Jovens Mulheres de Adelaide) em 1902 e é creditada por sua expansão e modernização do movimento australiano. Sob a liderança de Birks, a YWCA em Adelaide foi a primeira filial a permitir que mais jovens participassem, abrindo atividades do clube para meninas de apenas dez anos. Outras inovações incluíram a introdução de palestras sobre educação infantil e aulas que promoviam o desenvolvimento da "ciência feminina".
Birks também esteve envolvida com a organização internacionalmente, e participou de conferências em Londres e Paris em 1906, e Berlim em 1910. Em 1911 ela lançou um projeto de ajuda da YWCA para apoiar imigrantes assistidos pelo governo, particularmente moças que pretendiam procurar emprego no exterior como empregadas domésticas.

## Morte
Comprometida com sua igreja até o final, Birks desmaiou e morreu de miocardite enquanto discursava na Igreja Congregacional de College Park em 3 de outubro de 1911 em Adelaide. Ela foi sepultada no West Terrace Cemetery.